# Anton Felkel

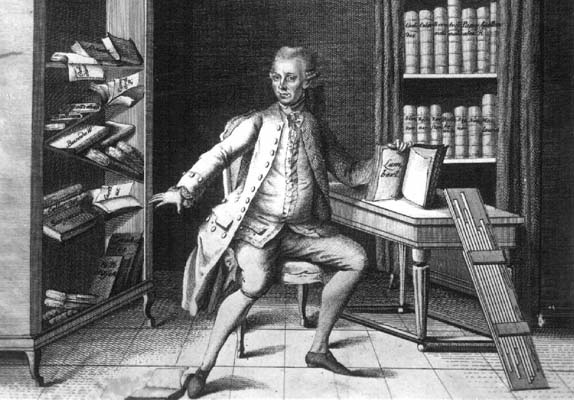
"Anton Felkel zwischen Büchern", unbekannter Künstler, vor 1762

Anton Felkel SP, (* 26. April 1740 in Kamenz, Landkreis Frankenstein, Provinz Schlesien; † wahrscheinlich um 1800 in Lissabon, Portugal) war ein Piarist, Pädagoge und Mathematiker, der vornehmlich aufgrund seiner Tabellen von Primfaktoren in Erinnerung geblieben ist.

## Werdegang
Anton Felkel kam im Alter von sieben Jahren nach Weißwasser in Mährisch-Schlesien an eine Ordensschule der Piaristen, wo er Deutsch und Latein erlernte. 
1765 ging er zurück nach Schlesien, um in Sagan dem Orden der Piaristen beizutreten. Er änderte jedoch seine Meinung und reiste stattdessen nach Rom und weiter nach Wien. Dort studierte er Recht, erhielt sogar ein Stipendium.

1767 begann er als Lehrer in der Stadtschule zu St. Stephan. 1768 reiste er nach Sagan, um Felbigers Schulwesen kennenzulernen, dessen Methode er nach seiner Rückkehr im Waisenhaus von Ignaz Parhamer einführte, der die Reise zur Hälfte finanziert hatte. 
1771 wurde er Lehrer an einer neueröffneten Normalschule in Wien.
1787 war er Direktor der gräfischen Thun'schen Armenschule in Böhmen, 1791 ging er nach Lissabon um einem von der portugiesischen Königin neu gestifteten deutschen Schul- und Erziehungsinstitut vorzustehen und dort zu lehren. Doch er war nicht nur als Pädagoge und Mathematiker tätig, sondern bezeichnete sich in einem Aufsatz für Lambert, den er am 28. Oktober 1785 unterschrieb, als „Anton Felkel, dermaliger Landmesser“.
Darüber hinaus zeigte er sich erfindungsreich: "Einige sonderbare Erfindungen von ihm sind a) eine Faktorenmaschine, b) gemeine Rechenmaschine, c) vollständige Lesemaschine, d) Sprachmaschine, e) neues Meßinstrument."
Sein genaues Sterbedatum ist nicht bekannt, vermutlich verstarb er im Jahre 1800 in Lissabon.

## Mathematische Leistungen
In den frühen 1770ern, im Alter von 30 Jahren, begann er Mathematik zu studieren, bei Lukas Ebe in Linz und Wilhelm Bauer, Professor in Wien.
Lediglich sechs Jahre später, 1776, veröffentlichte Felkel das dreiteilige Werk Tafel aller einfachen Factoren der durch 2, 3, 5 nicht theilbaren Zahlen von 1 bis 10 000 000. Wie der Name beschreibt, enthält das Buch eine Tabelle mit allen Primfaktoren von Zahlen, die nicht durch 2, 3 oder 5 teilbar sind; allerdings nicht wie benannt bis zur Zahl 10.000.000, sondern bis 408.000, unter Zuhilfenahme von zwei zusätzlichen Tabellen. Die Primfaktoren waren in der Tabelle durch Buchstaben oder Paarungen von Buchstaben dargestellt. Der erste Teil des Werkes erschien auch in lateinischer Sprache. Im Manuskript reichte die Tabelle bis zur Zahl 2.000.000 und wurde bis zur Ziffer 408.000 gedruckt, auf Kosten der k.k. Schatzamtes. Da sich jedoch keine Abnehmer dafür fanden, wurde die gesamte Auflage vor Ausbruch des 8. Österreichischen Türkenkrieges als Infanterie-Patronen-Papier verwendet; nur wenige Exemplare überlebten. Das Reichsschatzamt in Wien behielt das Manuskript, welches Felkel, laut einer weiteren Quelle, nach der Beschlagnahmung zurückerhielt.
1787 nahm er seine seit 8 Jahren ruhende Arbeit an den Primfaktorentabellen wieder auf. Während seiner Zeit in Lissabon stand er in Kontakt mit dem Mathematiker Garção Stockler, wessen Korrespondenz etwas Licht auf Felkels damalige Arbeit wirft. Einer lateinischen Ankündigung zufolge, gedachte er mehrere Tabellen herauszugeben, darunter auch Faktoren-Tafeln bis zur Zahl 24.600.000. Mehreres von seinen mathematischen Arbeiten enthält der 5te Band von Lamberts Briefwechsel, wo auch Felkels Briefe an Lambert abgedruckt sind.
1798 erschien eine Übersetzung in lateinische Sprache von Lamberts Zusätze zu den logarithmischen und trigonometrischen Tabellen, zur Erleichterung und Abkürzung der bey Anwendung der Mathematik vorfallenden Berechnungen (Berlin 1770), die Felkel in seiner Zeit in Lissabon angefertigt hatte. Beaufsichtigt und finanziert war das Werk von der königlichen Akademie der Wissenschaften in Lissabon. In dieser Übersetzung lieferte Felkel alle Primfaktoren "außer den größten Zahlen" nicht teilbar durch 2, 3, 5, bis 10.5000, wobei große Primzahlen mit Buchstaben bezeichnet wurden. Im Vorwort bemerkte er, da er nicht in der Lage war, sein umfassendes Manuskript 1785 zu beschaffen, dass er die Faktorentabellen von 408.000 bis 2.856.000 nochmals hatte berechnen müssen.
J. W. L. Glaisher sagte 1873 über Felkels Tafeln: „(...) mit Sicherheit die bemerkenswerteste Schautafel, die wir jemals gesehen haben.“
1879 jedoch meinte James Glaisher (J. W. L. Glaishers Vater): „(Felkels) Tafel, ist sowohl aufgrund ihrer Rarität als auch ihres verwirrenden Aufbaus, praktisch nutzlos.“

## Veröffentlichungen
Sein bekanntestes Werk sind mathematische Tabellen zur Berechnung von Primzahlen:
- Tafel aller einfachen Factoren der durch 2, 3, 5 nicht theilbaren Zahlen von 1 bis 10 000 000. Vienna: 1776;
  - I. Theil enthaltend die Factoren von 1 bis 144000[14] (auch auf Latein veröffentlicht)
  - Tabula Factorum - Pars II. Exhibens Factores Numerorum ab 144001 Usque 336000[15]
  - Tabula Factorum - Pars III. exhibens factores numerorum ab 336001 usque 408000

1780 verfasste Felkel als vielseitig Interessierter:
- Wahre Beschaffenheit des Donners: Eine ganz neue Entdeckung durch einen Liebhaber der Naturkunde Wien, v. Ghelen

1781 schrieb Felkel ein Buch über die Theorien von Parallelen, eventuell durch Lambert inspiriert, mit dem er in Briefkontakt stand.
- Neueröffnetes Geheimniss der Parallellinien enthaltend verschiedene wichtige Zusätze zur Proportion und Korperlehre von Anton Felkel; nebst einer dreytachen vorläuligen Nachricht von den dazu dienenden neuer fundenen mechanischen Kunstgriffen etc, Wien, Ghelensche Buchhandlung